# Izquierda Revolucionaria
Izquierda Revolucionaria es una organización política marxista de orientación leninista española.
La organización se declara marxista revolucionaria, definiéndose además como socialista, antifascista, internacionalista y feminista de clase. Su objetivo es la construcción de un partido revolucionario en el sentido leninista y de una internacional, que puedan dirigir la transformación socialista de la sociedad, tanto en el Estado Español como a nivel internacional.

## Historia

### Origen
Durante los años 70 a finales de la dictadura franquista, un grupo de militantes de las Juventudes Socialistas entra en contacto con la organización británica Militant que envía a España a varios de sus militantes, entre ellos a Alan Woods.

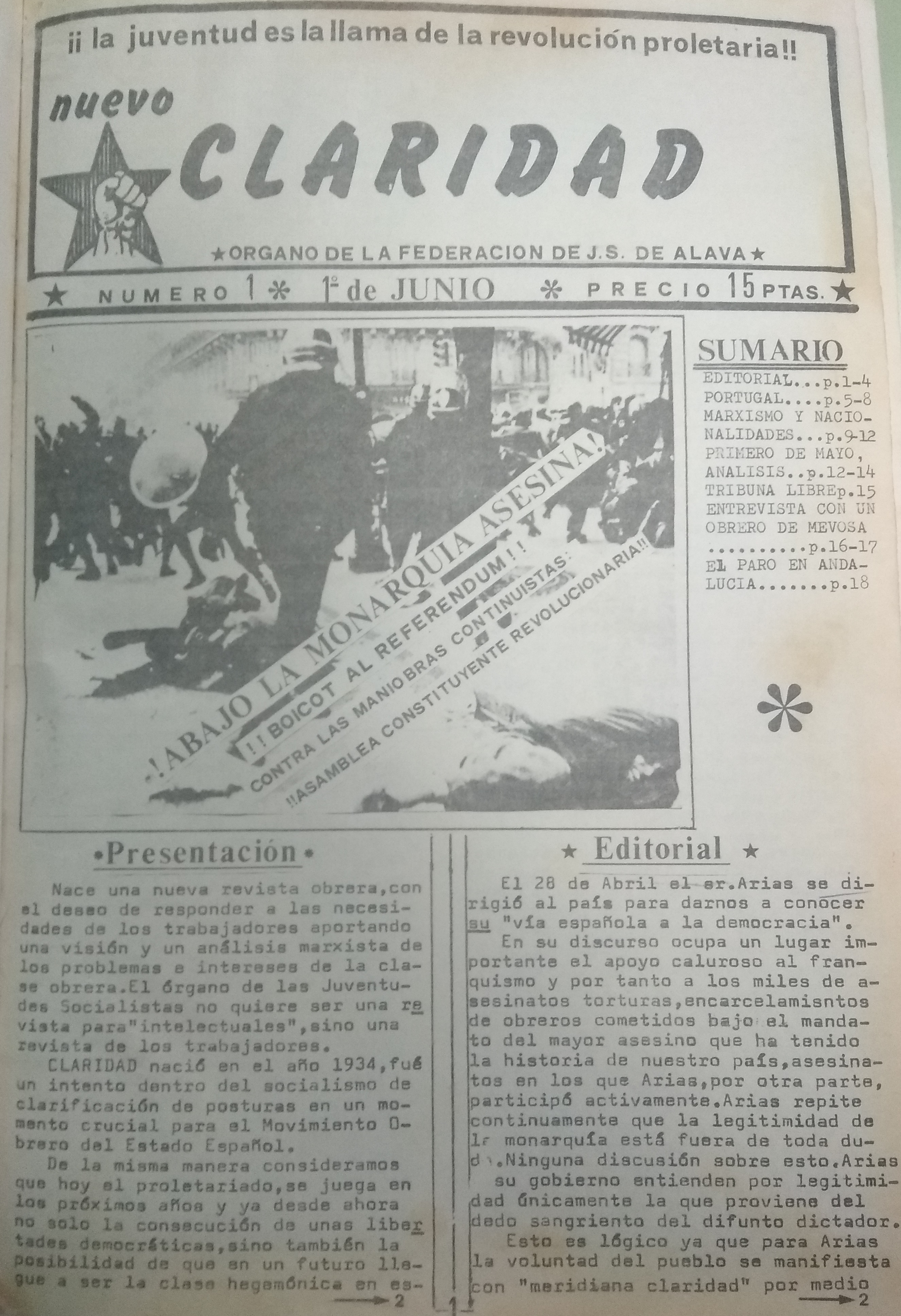
Portada del primer número de Nuevo Claridad

Este sector marxista comienza a organizarse con la publicación de Nuevo Claridad, órgano de las JJSS de Álava en junio de 1976. Un nombre con gran significado histórico pues Claridad era el periódico del ala más izquierdista del PSOE encabezada por Largo Caballero en los años 1930.
Pronto este sector se expande al resto del estado, saltando de las JJSS al PSOE y la UGT, defendiendo una política marxista dentro del partido, en línea con sus correligionarios británicos en el partido laborista. De esta manera el periódico se convierte en el portavoz a nivel estatal de este grupo con el subtítulo Voz marxista de los socialistas y la juventud.
Durante años defendieron esta política frente a la dirección reformista de Felipe González. Esta confrontación les llevó a la expulsión de sus miembros, desde finales de los años 1970 hasta comienzos de los años 1980, caracterizando la dirección las críticas del grupo en el Nuevo Claridad como ataques contra el propio partido. De esta manera acabaron con uno de los sectores más críticos en el PSOE.
Justo en estos momentos y con la mayoría de la organización expulsada del PSOE, deciden potenciar su rama juvenil y desarrollan un plan para organizar en 1986 el Sindicato de Estudiantes. Esta organización nace con movilizaciones de millones de estudiantes en el curso académico 1986-87. Desde entonces, el Sindicato de Estudiantes está dirigido por marxistas.

### Lanzamiento deEl Militante
En 1989, tras más de 8 años de gobiernos del PSOE, las ideas marxistas del grupo dejan de tener eco en él. Además, el nombre Claridad estaba en manos de la UGT que rechazaba cualquier autorización para legalizar la cabecera del  Nuevo Claridad, por lo que se decide cambiar el nombre por El Militante, en concordancia con el usado por sus camaradas del grupo Militant en Reino Unido.
Durante estos años y tras la caída del Muro de Berlín, el  grupo continúa su trabajo entrista dentro del PCE e Izquierda Unida, intentando acercar y agrupar a sus elementos más críticos, aunque sin un éxito general.
Justo entonces el grupo comienza además una labor más teórica para hacer frente a lo que consideraron una ofensiva ideológica capitalista tras la caída de los países estalinistas. En este sentido y con la intención de defender las ideas marxistas fundan la Fundación Federico Engels publicando diversos títulos de autores marxistas clásicos (Marx, Engels, Lenin, Trotski, Rosa Luxemburgo, Karl Liebknecht, Franz Mehring, Yevgueni Preobrazhenski ...) o referentes de su corriente (como Ted Grant o Alan Woods) y lanzando la revista de debate y teoría Marxismo Hoy.

### Lanzamiento de Izquierda Revolucionaria

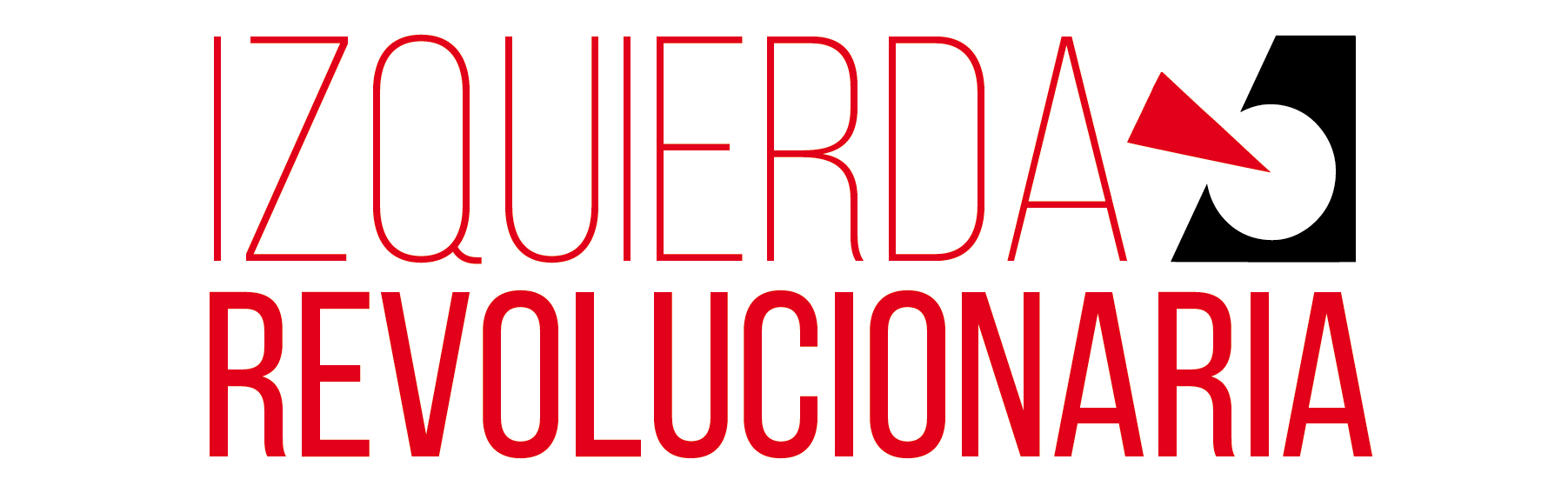
Primer logo utilizado al lanzar la organización

Tras años de imposibilidad de trabajo entrista en los partidos reformistas como IU, se abandonan estas ideas grantistas y se opta por saltar a una construcción independiente. Esto llevó a un debate interno que trajo consigo la ruptura de la mayoría de la organización con la internacional en la que entonces esta militaba, la Corriente Marxista Internacional y fundando posteriormente la Corriente Marxista Revolucionaria en 2009.

Tras años de trabajo independiente, interviniendo en el Movimiento 15-M y en diversas luchas obreras como las de Coca-Cola y en las movilizaciones estudiantiles contra la LOMCE, en 2016 se opta por constituirse como una organización comunista independiente y renombrarla como Izquierda Revolucionaria.

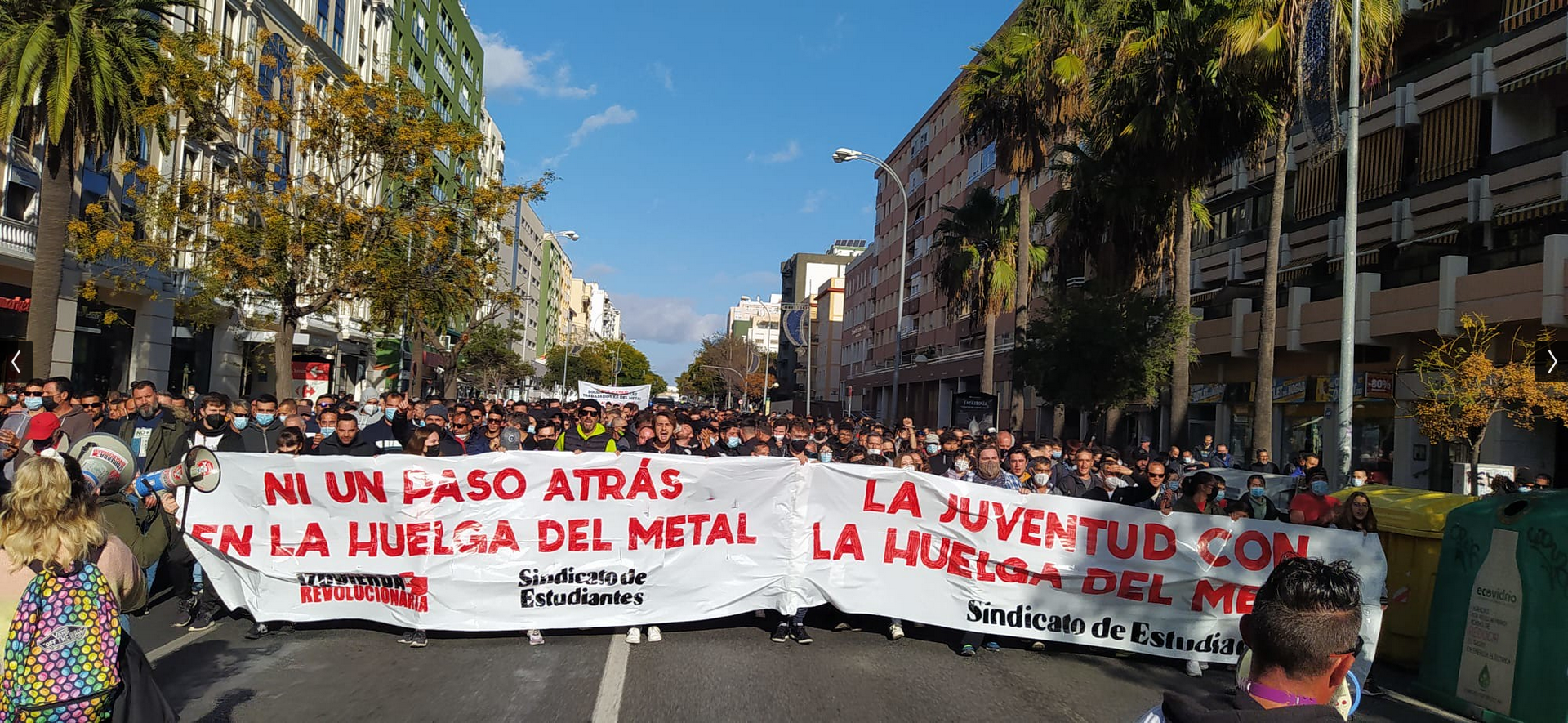
Cortejos de la organización y del Sindicato de Estudiantes en la huelga del metal de Cádiz de 2021

A nivel internacional, en 2017, la organización entra en el Comité por una Internacional de los Trabajadores, para salir poco después por desacuerdos políticos, fundando así la Izquierda Revolucionaria Internacional.
En estos años se ha destacado en la lucha estudiantil junto al Sindicato de Estudiantes y en diversas luchas obreras como la huelgas del metal de Cádiz en 2021, o en el movimiento vecinal en Sevilla, aumentando su influencia y visibilidad política. Pese a esto continúa siendo una organización política minoritaria en el país.

## Relación con otros movimientos

### Movimiento estudiantil y juvenil
En 1986, su juventud se lanza a construir el Sindicato de Estudiantes, llegando a dirigir las grandes huelgas estudiantiles de ese año, que consiguieron la gratuidad de la enseñanza secundaria, el aumento de las becas y el derecho a huelga estudiantil.
Muchos de sus cuadros han formado parte de su dirección, llegando a convertir al SE en la principal organización estudiantil de referencia en el estado. Desde su nacimiento ha convocado decenas de huelgas, en defensa de la educación pública, contra la LOMCE y el 3+2. contra la guerra de Irak o el genocidio en Palestina, por el derecho a decidir en Cataluña, por el día de la mujer trabajadora y otras luchas feministas o en solidaridad con luchas obreras.
Actualmente, Coral Latorre, Secretaria General del sindicato, también es miembro de Izquierda Revolucionaria.

### Movimiento feminista y LGTB
En el año 2016, con el auge de las movilizaciones feministas a nivel internacional y en el país, la organización junto al Sindicato de Estudiantes lanza una plataforma feminista de clase: Libres y Combativas. 
Desde su nacimiento esta plataforma ha organizado varias huelgas estudiantiles feministas como las del 8M, participado y dirigido movilizaciones como la lucha contra la sentencia del Caso de La Manada o el Caso Juana Rivas. Además se ha destacado levantando campañas contra la violencia machista, contra los múltiples casos de violaciones en el centro comercial Màgic de Badalonao por la dimisión de un catedrático de la Universidad Pablo de Olavide por misoginia y abusos.
En la lucha de la mujer trabajadora, uno de sus puntos centrales, ha participado en la huelga general feminista del 30N de 2023 en Euskal Herria, apoyado huelgas como la de las auxiliares del SAD en Gijón o la de las kellys, o movilizándose por el derecho de las madres a estudiar en la universidad.
En la lucha LGTB esta misma plataforma se ha destacado colaborando en la organización de diversos orgullos críticos en distintas ciudades del estadoy lanzando diversas campañas contra la transfobia.
Posiciones políticas como la abolición de la prostitución o la defensa de un feminismo transincluyente la ha llevado a numerosas controversias y ataques por partes de otras organizaciones feministas.

### Sindicalismo y movimiento obrero

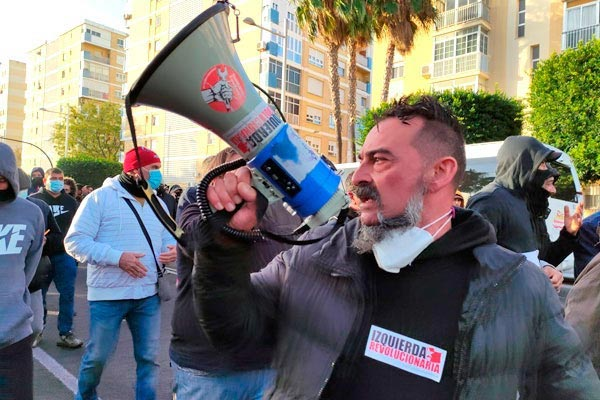
Militante obrero de Izquierda Revolucionaria en una jornada de huelga

Históricamente la mayoría de su trabajo se ha centrado en los sindicatos mayoritarios como Comisiones Obreras y UGT, llegando a lanzar el manifiesto y corriente GanemosCCOO.
Actualmente sus militantes y simpatizantes trabajan en diferentes sindicatos dependiendo de la región y el sector. Algunos sindicatos donde interviene son en CGT Navantia Ferrol y Bahía de Cádiz, co.bas en sectores precarios y servicios públicos de Madrid y en la logística en la provincia de Guadalajara.o simplemente plataformas de trabajadores como la del SAD en Gijón. Pese a su avance en distintos sindicatos alternativos no abandona su intervención y enfoque hacia los mayoritarios cuando es posible.
De cara a coordinar su trabajo sindical, tras disolverse Ganemos CCOO en 2018, se construye la coordinadora Sindicalistas de Izquierda, agrupando a todos los compañeros afiliados en diferentes sindicatos,muchos de ellos antiguos militantes expulsados de CCOO.

## Estructura territorial
La organización tiene presencia en casi toda España, adaptando su nombre a las distintas lenguas de los territorios.
| Territorio      | Organizaciòn territorial |
| --------------- | ------------------------ |
| Paisos catalans | Esquerra Revolucionaria  |
| Galicia         | Esquerda Revolucionaria  |
| Euskal Herria   | Ezker Iraultzailea       |

## Publicaciones

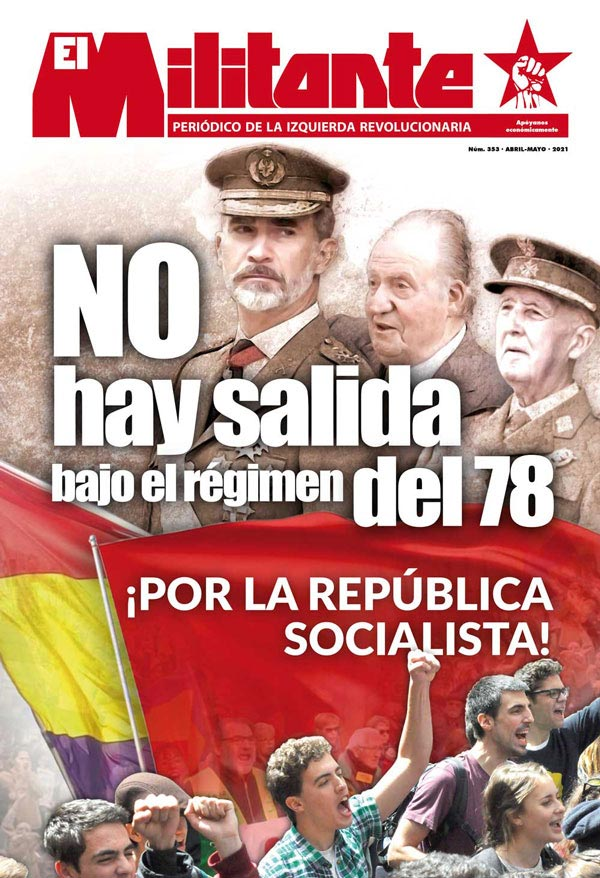
Portada de El Militante

Izquierda Revolucionaria mantiene de forma ininterrumpida la publicación del periódico El Militante desde el año 1989, siendo el nombre de este periódico el sobrenombre con el que se conoce a la organización. A través de este defiende sus propuestas políticas, luchas obreras y consigue autofinanciación. Actualmente se publica de forma mensual y supera lo más de 300 números en papel.
Además su organización en Euskal Herria publica en Euskera el periódico Euskal Herria Sozialista. Desde 2017, y con el auge del lucha por la autodeterminación, la organización en Cataluña publica de forma periódica en lengua catalana Militant.
En el plano editorial la organización publica diversos libros, revistas y material a través de la Fundación de Estudios Socialistas Federico Engels. 
Más allá del papel, y en adaptación a los nuevos métodos de difusión, publica un podcast de debate político titulado Socialismo o Barbarie.

## Relaciones Internacionales
La organización ha estado afiliada a diferentes organizaciones de tendencia trotskista (CIT y CMI).  Actualmente y desde 2019 es miembro fundador de Izquierda Revolucionaria Internacional. Esta pequeña internacional presenta secciones en México, Venezuela, Portugal y Alemania.
Pese a pertenecer a una internacional minoritaria, el análisis y debate de la coyuntura internacional y de la lucha de clases en otros países es un continuo en sus comunicados, artículos y publicaciones, pretendiendo desarrollar un trabajo y enfoque internacional mucho más amplio.